# 4-Hydroxyphenylpyruvat-Dioxygenase
Die 4-Hydroxyphenylpyruvat-Dioxygenase (HPPD) ist eine Nicht-Häm-Fe(II)-Oxygenase, die den zweiten Schritt im Tyrosinstoffwechsel, die Umwandlung von 4-Hydroxyphenylbrenztraubensäure in Homogentisinsäure und Kohlendioxid katalysiert. Sie lässt sich in nahezu jeder aeroben Form des Lebens finden.

Die von der HPPD katalysierte Reaktion. Der Verbleib an der Reaktion beteiligten Atome ist hervorgehoben.

## Biologische Funktion
Die durch die HPPD katalysierte Reaktion ist ein Zwischenschritt des Tyrosinabbaus zu Acetessigsäure und Fumarsäure.
Pflanzen benötigen HPPD um Plastochinon und Tocopherol zu produzieren.